# إيرينا سكوبتسيفا
إيرينا قسطنطينوفنا سكوبتسيفا (22 أغسطس 1927 - 20 أكتوبر 2020)، هي ممثلة سوفيتية وروسية ، وهي الزوجة الثانية لسيرجي بوندارتشوك.
ولدت إيرينا يوم 22 أغسطس 1927 في تولا. كان والدها باحثًا في المديرية الرئيسية لخدمة الأرصاد الجوية، وعملت والدتها في الأرشيف. بعد التخرج، التحقت إيرينا بقسم الفنون في كلية التاريخ بجامعة موسكو الحكومية. أثناء الدراسة، لعبت في مسرح الطلاب.  بعد تخرجها من جامعة موسكو الحكومية عام 1952، التحقت بمدرسة موسكو للفنون المسرحية، وتخرجت منها عام 1955. في نفس العام، قدمت إيرينا سكوبتسيفا أول ظهور سينمائي لها باسم «Desdemona» لسيرجي يوتكيفيتش. حاز الفيلم على جائزة أفضل مخرج في مهرجان كان السينمائي عام 1956، وحصلت هي على جوائز في مهرجانات سينمائية دولية أخرى. في مدينة كان، حصلت إيرينا سكوبتسيفا على لقب «ملكة جمال مهرجان كان السينمائي». كما حصلت إيرينا سكوبتسيفا على جائزة اسم ستانيسلاف وأندريه روستوتسكي عن أدوارها في الأفلام الروائية امرأة أخرى، رجل آخر (2003)، Amber Wings (2003)، جائزة لجنة التحكيم الخاصة للممثلين في فيلم The Heirs (2001) Społokhi في أرخانجيلسك.
تزوجت إيرينا سكوبتسيفا من الممثل والمخرج السينمائي سيرجي بوندارتشوك. وانجبت منه البنت يلينا بوندارتشوك هي أيضا ممثلة في المسرح والسينما. والابن فيودور بوندارتشوك هو مخرج وممثل ومنتج سينمائي، رئيس مجلس إدارة Lenfilm . 

## الأوسمة والجوائز
- فنان كرم روسيا الاتحادية الاشتراكية السوفياتية (1965)
- فنان الشعب في روسيا الاتحادية الاشتراكية السوفياتية (1974)
- وسام الصداقة (1997)
- وسام الشرف (2018)

## روابط خارجية
- إيرينا سكوبتسيفا على موقع IMDb (الإنجليزية)
- إيرينا سكوبتسيفا على موقع تيرنر كلاسيك موفيز (الإنجليزية)
- إيرينا سكوبتسيفا على موقع أول موفي (الإنجليزية)
- إيرينا سكوبتسيفا على موقع قاعدة بيانات الفيلم (الإنجليزية)
- إيرينا سكوبتسيفا على موقع ليتربوكسد (الإنجليزية)
- إيرينا سكوبتسيفا على موقع كينوبويسك (الروسية)